# 沼澤細身脂鯉
沼澤細身脂鯉，為輻鰭魚綱脂鯉目脂鯉亞目頂器脂鯉科的其一種，分布於南美洲蘇利南至法屬圭亞那淡水流域，體長可達2.1公分，棲息在水質輕車且高溶氧的溪流，生活習性不明。